# Wyżyna Ojmiakońska
Wyżyna Ojmiakońska (także Płaskowyż Ojmiakoński, ros. Оймяконское нагорье lub Оймяконское плоскогорье) – wyżyna w azjatyckiej części Rosji, w Jakucji; południowo-wschodnia część Wyżyny Jano-Ojmiakońskiej.
Leży w dorzeczu górnej Indygirki pomiędzy górami Suntar-Chajata i Tas-Kystabyt, na południowy wschód od Płaskowyżu Elgińskiego; składa się z oddzielnych masywów typu stołowego, w południowej części wzniesienia do ok. 2000 m n.p.m. Zbudowana z piaskowców i łupków ilastych. W niższych partiach tajga modrzewiowa, w wyższych tundra górska.
Główna miejscowość: Ojmiakon, w jej okolicy znajduje się tzw. biegun zimna. Zimą występuje tu często zjawisko inwersji temperatury.
Na Wyżynie Ojmiakońskiej znajdują się jeziora Worota i Łabynkyr.